# Golpe de Estado na Tunísia em 1987
O golpe de Estado na Tunísia em 1987 envolveu a deposição não violenta do presidente da Tunísia, Habib Bourguiba, em 7 de novembro de 1987, e sua substituição como presidente pelo seu primeiro-ministro recém-nomeado, Zine El Abidine Ben Ali.  A ação foi justificada por referência aos problemas de saúde de Bourgiba e ao Artigo 57 da Constituição do país.  Relatórios posteriores surgiram indicando que os serviços de inteligência italianos estariam envolvidos no planejamento. 

## Eventos
Durante a noite de 6 de novembro de 1987 um grupo de sete médicos assinaram um relatório médico atestando a incapacidade mental de Bourguiba. O jornalista político Mezri Haddad resumiu o relatório da seguinte forma:
Oficialmente com 84 anos, Bourguiba adormeceu enquanto recebia um visitante estrangeiro. Influenciado por aqueles que cobiçaram a presidência, no dia seguinte demitiu um ministro apenas um dia depois de nomeá-lo. Ele concordou com a reforma ministerial de seu primeiro-ministro mas retirou sua concordância algumas horas depois. O pior de tudo, ele insistiu em derrubar um veredicto do tribunal sobre Rached Ghannouchi, a quem considerava um extremista ("Quero cinquenta cabeças... eu quero trinta cabeças... eu quero Ghannouchi"). 
Em justificação ao golpe Zine El Abidine Ben Ali invocou o Artigo 57 da constituição,  quando assumiu o poder.  Ascendeu rapidamente, portanto, não apenas como presidente constitucional, mas também como comandante-em-chefe do exército. Os jornalistas Nicolas Beau e Jean-Pierre Tuquoi resumiram as circunstâncias nas quais foram obtidos os pareceres médicos necessários:
Sete médicos, incluindo dois médicos militares, foram convocados no meio da noite, não para o leito de Bourguiba, mas para o Ministério do Interior. Um dos sete era o médico do presidente na época, o cardiologista e general militar Mohamed Gueddiche. No ministério, encontraram Ben Ali, que lhes disse para formular um parecer escrito sobre a incapacidade do presidente. Um dos médicos começou a protestar dizendo que não via Bourguiba há dois anos. "Isso não importa. Assine!", interveio o General Ben Ali.
No dia seguinte, o novo presidente dirigiu-se à nação na Radio Tunis.   Ele homenageou os enormes sacrifícios que seu predecessor fez, apoiados por homens corajosos, em seu serviço à libertação e ao desenvolvimento da Tunísia. Ao mesmo tempo, Ben Ali aproveitou a oportunidade para fazer uma declaração: "Nos tempos em que vivemos, já não se pode mais tolerar presidências vitalícias ou a sucessão automática do chefe de Estado, sob um sistema do qual as pessoas são excluídas. O nosso povo merece uma política moderna, baseada num sistema genuinamente multipartidário que incorpore uma pluralidade de organizações de massas".   A ação foi posteriormente justificada pelo fato de que os movimentos fundamentalistas estavam preparando seu próprio golpe de Estado e haviam preparado uma lista de alvos de assassinato em conexão com seus planos. 

## Consequências
Ben Ali assumiu o controle do Partido Socialista Destouriano, rebatizou-o e transformou-o no Reagrupamento Constitucional Democrático. As eleições prometidas ocorreram em 1989 e foram vencidas pelo novo partido. Em princípio, Ben Ali seguiu políticas semelhantes as de Bourgiba, posicionando-se como o sucessor espiritual de seu predecessor destituído. Ele permaneceu no poder por 23 anos, até 2011, quando foi deposto na Revolução Tunisiana. 